# Rioraja agassizii
Rioraja agassizii är en rockeart som först beskrevs av Johannes Peter Müller och Jakob Henle 1841.  Rioraja agassizii ingår i släktet Rioraja och familjen egentliga rockor. IUCN kategoriserar arten globalt som sårbar. Inga underarter finns listade i Catalogue of Life.